# Nançay
Nançay là một xã thuộc tỉnh Cher trong vùng Centre-Val de Loire miền trung Pháp.